# Klasse (Pflanzensoziologie)
Die Klasse ist eine Rangstufe in der Pflanzensoziologie, in der die Vegetation in Pflanzengesellschaften (oder Phytozoenosen) nach der floristischen Ähnlichkeit, das heißt nach der Ähnlichkeit der Zusammensetzung aus Pflanzenarten, eingeteilt wird. Die Klasse ist die höchstrangige der vier Hauptrangstufen des pflanzensoziologischen Systems, sie folgt in vierter Ebene auf die Assoziation (die grundlegende Einheit des Systems), den Verband und die Ordnung. Viele Vegetationskundler fassen die Klassen schließlich noch zu Pflanzenformationen zusammen. Formationen werden aber in der Syntaxonomie nicht behandelt, da sie nicht nach der floristischen Zusammensetzung definiert sind.
Die Klasse (auch lateinisch: classis) kann bei Bedarf noch in Unterklassen (subclassis) aufgegliedert werden, diese Gliederung ist aber optional. Namen von Klassen werden mit der standardisierten Namensendung „-etea“ gebildet und sind daran erkennbar. Wenn Unterklassen unterschieden werden, ist für diese die Namensendung „-enea“ verbindlich. Beispielsweise werden die europäischen Wiesen und Weiden (Wirtschaftsgrünland) in der Klasse Molinio-Arrhenatheretea gefasst. Wie in den anderen Rangstufen der Syntaxonomie wird die Endung an den Namen (oder den Wortstamm des Namens) einer Pflanzengattung angehängt, im Beispiel der Gattung Arrhenatheretum, der Gattung der Art Gewöhnlicher Glatthafer (Arrhenatherum elatius). In diesem Fall ist noch der Name einer zweiten Gattung, Molinia (Pfeifengräser), angehängt, da die Klasse nach zwei Arten benannt ist; Namen können mit einem oder mit zwei, aber niemals mit mehr Artnamen gebildet werden.
Im vollständigen Namen kann der Gattungsname noch gefolgt sein von dem ins Genitiv gesetzten Artnamen (Epitheton). Dieses wird häufig weggelassen, es ist aber erforderlich, wenn der Name ansonsten mehrdeutig oder missverständlich wäre. Zum Beispiel werden die Steineichenwälder des Mittelmeerraums in der Klasse Quercetea ilicis, benannt nach der Steineiche, Quercus ilex gefasst. Quercetea allein wäre missverständlich, da zahlreiche andere Waldgesellschaften nach anderen Arten der Gattung Quercus benannt sind. In der Regel leitet sich der Name der Klasse vom Namen einer ihrer Ordnungen, Verbände oder Assoziationen ab, nicht selten wird er aus einer Kombination von zweien davon gebildet.
Es ergibt sich also die Hierarchie:
- Assoziation, Endung -etum.
  - Verband, Endung -ion.
    - Ordnung, Endung -etalia
      - Klasse, Endung -etea.

Wie üblich, muss auch eine Klasse in einer wissenschaftlichen Publikation „gültig“ (unter Einhaltung bestimmter formaler Vorschriften) publiziert worden sein. Bei wissenschaftlichen Arbeiten, die sich mit syntaxonomischen Fragen befassen, wird der Name des Erstbeschreibers, oft abgekürzt, an den Namen der Klasse angehängt, oft mit dem Jahr der Erstbeschreibung kombiniert (auch dieses gelegentlich abgekürzt), zum Beispiel Molinio-Arrhenatheretea Tüxen 1937. Die syntaxonomischen Namen sind, durch das relativ geringe Alter der Forschungsrichtung und erst im Lauf der Zeit entwickelte Standards, sehr labil, so dass sich in der Literatur zahlreiche Synonyme finden, wobei die Namensänderungen nicht selten aus rein nomenklatorischen Gründen erfolgen.
Wie in der Pflanzensoziologie üblich, werden alle Einheiten durch Charakterarten, auch Kennarten genannt, charakterisiert. Für Pflanzengesellschaften im Rang einer Klasse sind das also die Klassencharakterarten. Für neu beschriebene Klassen ist die Angabe von Klassencharakterarten vorgeschrieben. Zu ihrer Charakterisierung werden außerdem auch Differentialarten hinzugezogen, die auch in anderen Syntaxa vorkommen, deren Vorkommen oder Fehlen in einer bestimmten Klasse aber hilft, sie von verwandten Klassen abzugrenzen. Die Charakterarten untergeordneter Syntaxa, also von den Ordnungen oder Verbänden der Klasse, sind normalerweise keine Klassencharakterarten, da sie ja nur in einem Teil der Einheiten vorkommen. Allerdings sind Klassen erlaubt, die nur eine einzige Ordnung umfassen, in diesem Fall fallen dann Klassen- und Ordnungscharakterarten zusammen. Die Charakterarten werden, wie bei der pflanzensoziologischen Methodik Standard, durch die Anordnung von Vegetationsaufnahmen in Vegetationstabellen ermittelt, oft werden diese aber bei den höherrangigen Einheiten zu sogenannten Stetigkeitstabellen aggregiert.
Klassen als höherrangige Syntaxa umfassen in vielen Fällen ein weites Spektrum an Pflanzengesellschaften unterschiedlicher Standorte und besitzen nicht immer eine einheitliche floristische Zusammensetzung. Im Gegensatz zu den Verbänden und Ordnungen war es nicht immer möglich, die Zusammengehörigkeit der Klassen der europäischen Vegetation mittels numerischer Methoden zu reproduzieren. Die meisten Vegetationskundler wenden auch das der Methodik zugrundeliegende Prinzip der floristischen Ähnlichkeit auf der Klassenebene nicht mehr strikt an, indem sie Vegetationsbestände ähnlicher Artenzusammensetzung, aber unterschiedlicher Struktur und Physiognomie, zum Beispiel Wald-, Gebüsch-, Staudenfur- und Rasenengesellschaften in unterschiedliche Klassen einteilen. Bei einer Überprüfung der Abgrenzung der tschechischen und der slowakischen Klassen mittels statistischer Methoden erwiesen sich diese umso schärfer definiert, je extremer die Standortbedingungen waren, während die Vegetation mittlerer Standorte durch viele überlappende Arten schlechter charakterisierbar war. Aber auch die artenreichen Klassen der natürlichen und halbnatürlichen Vegetationseinheiten waren gut charakterisierbar.
Die Anzahl der unterschiedenen Klassen wird von verschiedenen Vegetationskundlern unterschiedlich aufgefasst. In einer europäischen Übersicht, dem Projekt EuroVeg Checklist wurden für die europäische Vegetation 109 Klassen unterschieden. In der Roten Liste der Pflanzengesellschaften Deutschlands werden 50 Klassen unterschieden. Obwohl veraltet, wird auch das System nach Oberdorfer in Deutschland noch viel verwendet.